# Битовнит
Битовнит је минерал силикат, члан серије плагиокласа, који је богат калцијумом и спада у фелдспате. Обично се дефинише на основу 70-90% садржаја анортита. 